# Carlo Mosca Barzi

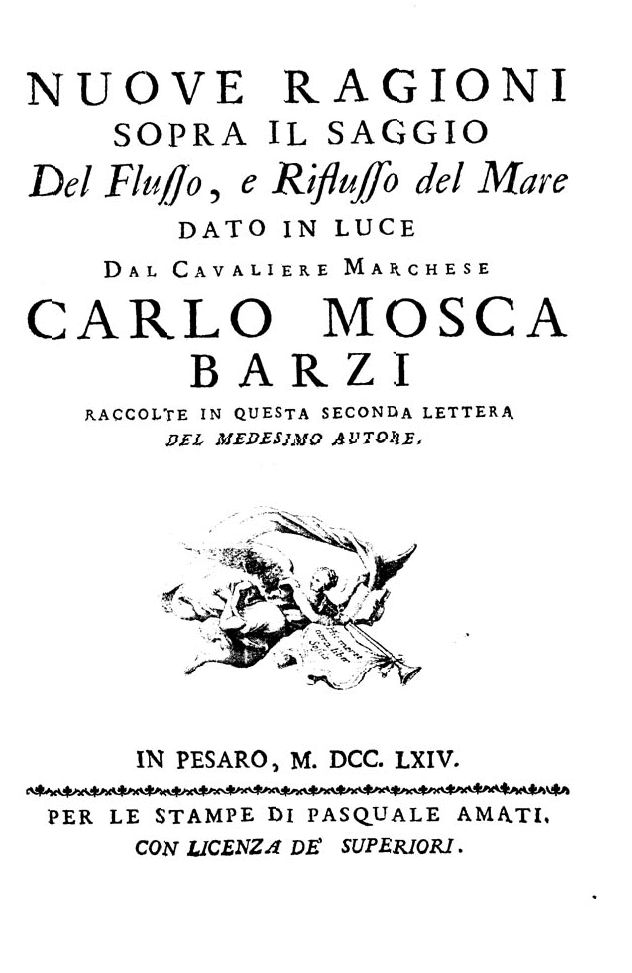
Carlo Mosca Barzi: Le Nuove ragioni sopra il saggio del flusso, e riflusso del mare, Francesco Amati, 1764

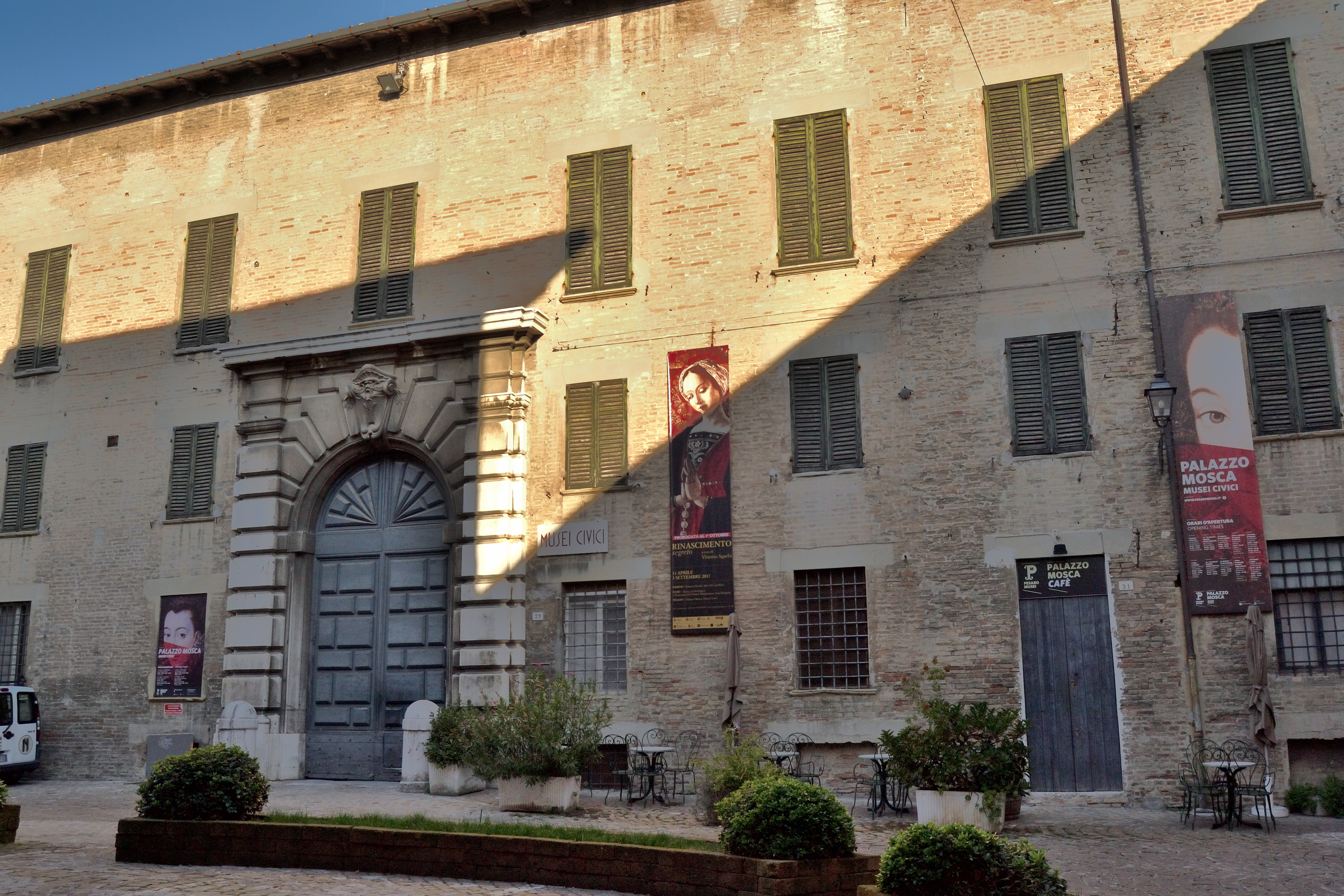
Palazzo Mosca, heute Sitz der Musei Civici

Carlo Mosca Barzi (* 1720 in Pesaro; † 1790 ebenda) war ein Gelehrter aus Pesaro, der sich bemühte, die Tradition und die Ideen der Aufklärung miteinander zu versöhnen. Neben naturwissenschaftlichen Themen widmete sich der Vertreter der katholischen Aufklärung der Theologie, wobei sein Werk über die Almosen der päpstlichen Zensur zum Opfer fiel.

## Leben

### Familie
Die Familie stammte ursprünglich aus dem Gebiet von Bergamo und war Anfang des 16. Jahrhunderts nach Pesaro gezogen. Dort stieg sie zu einer der einflussreichsten und vermögendsten Familien auf.
Mit seiner Frau Francesca della Branca di Coccorano hatte Carlo Mosca Barzi die vier Kinder Virginia, Francesco, Vittoria und Benedetto. Er erhielt von Papst Clemens IV. die Signoria Gradara und das dortige Kastell, das schon seinen Vorfahren gehört hatte. Virginia heiratete den Conte Giacomo Leopardi di Recanati. Die Villa der Familie in Caprile wurde von napoleonischen Truppen zerstört.

### Akademie, Publikationen, Druckerei
Mosca Barzi war ein Neffe des Kardinals Domenico Passionei; er gründete eine Akademie zum Studium der Heiligen Schriften. Dazu entfaltete er eine Veröffentlichungstätigkeit mit dem Drucker Pasquale Amati aus Savignano in einer eigenen Druckwerkstatt. Vor allem seine Lettere sopra la limosina (1765), die auf dem Index der verbotenen Bücher landeten, erregten Aufsehen.

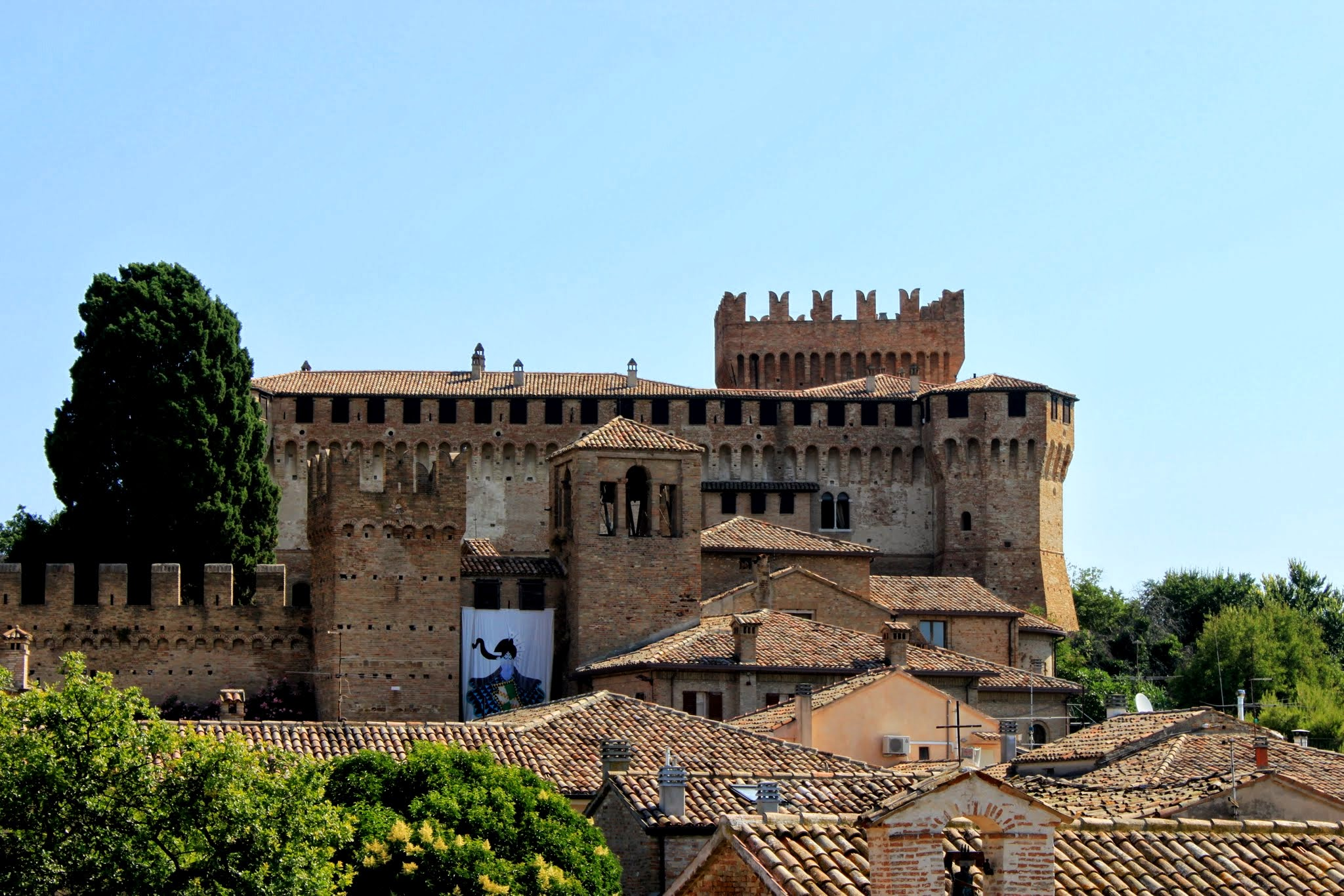
Die heutige Burg Gradara

Die erstmals 1140 erwähnte Burg von Gradara, die er 1759 erwarb, und als deren signore perpetuo er 1773 vom Papst anerkannt wurde, ließ er restaurieren.

### Begegnung mit Casanova
Giacomo Casanova traf Mosca Barzi und seine Frau 1772 in Pesaro. Er nannte ihn einen ‚ausgezeichneten Gelehrten‘, der sich fünf Tage lang ausschließlich dem Venezianer widmete. Barzi hatte eine Abhandlung über das Almosen veröffentlicht, die 1766, ein Jahr nach ihrem Erscheinen auf den Index gesetzt worden war. Er „huldigte der Lehrmeinung des heiligen Augustinus, die, auf ihre äußersten Konsequenzen getrieben, die der sogenannten Jansenisten ist“. Er „hatte das Vergnügen, eine ungeheure Sammlung von Scholiasten zu sehen, die bis ins zwölfte Jahrhundert Erläuterungen zu allen lateinischen Dichtern, selbst zu solchen vor der Zeit des Ennius geschrieben hatten. Er hatte alle Erzeugnisse in seinem Hause und auf seine Kosten in vier großen Foliobänden drucken lassen. Die Ausgabe war genau und richtig, aber sie war nicht schön. Ich wagte ihm dies zu sagen, und er gab es zu“. Der Gelehrte schenkte ihm ein Exemplar, dazu die Marmora Pesaurentina, die er jedoch nicht Zeit fand, zu lesen. Er hielt ihn für übertrieben religiös (6, 23). Erst nach seiner Rückkehr nach Ancona studierte er dessen Werke. Er vermisste dabei ‚kritische Anmerkungen, Glossen, erklärende Bemerkungen …, denn dies sind eben die Dinge, die einer derartigen Sammlung Wert verleihen, aber von alledem fand ich nichts‘ (6, 24). Die ‚Kompilation‘ war zwar Ausdruck seiner Liebe zur Literatur, aber nicht von Gelehrsamkeit. In Rom wurde er bekämpft, da er etwa leugnete, dass ‚man durch das Almosen die Strafe seiner Sünden abwenden könnte‘. Almosen müsse man im Stillen geben, nicht um seine Eitelkeit damit zu befriedigen.
Er und seine Frau führten nach außen eine mustergültige Ehe, doch er lebte in der Literatur, sie hingegen war eine weltgewandte Frau. Frau Mosca-Barzi widmete sich während der fünf Tage, die Casanova in Pesaro weilte, nur ihm. ‚Sie fuhr mit mir in ihrer Kutsche nach allen ihren Landhäusern und stellte mich abends in den Gesellschaften dem ganzen Adel der Stadt vor.‘

## Werke
- Lettera scritta al sig. marchese Giovanni Paolucci castellano di Pesaro sua patria sopra una dissertazione spettante al diluvio, o. O., [1755]. (Google Books)
- Saggio di una nuova spiegazione del flusso, e riflusso del mare con altri filosofici pensieri raccolti in una lettera diretta ad un amico, Pasquale Amati, Pesaro 1764. (Google Books)
- Nuove ragioni sopra il saggio del flusso, e riflusso del mare dato in luce dal cavaliere marchese Carlo Mosca Barzi raccolte in questa seconda lettera del medesimo autore, Pasquale Amati, Pesaro 1764 (versucht Ebbe und Flut aus der Ausdehnung gefrierenden Wassers zu erklären). (Google Books)
- Lettere scritte dal signor marchese Carlo Mosca Barzi ad un suo amico di Roveredo in proposito della limosina, Roveredo 1765. (Google Books)
- Collectio Pisaurensis omnium poëmatum, carminum, fragmentorum latinorum, 6 Bde., 1766 (das von Casanova begutachtete Werk). (Google Books, Bd. 1)
- Biblioteca antica e moderna di storia letteraria, 6 Bde., 1766–1768.
- Lettera scritta al signor marchese Giovanni Paolucci castellani di Pesaro sua patria, sopra una dissertazione spettante al diluvio dal marchese cavalier Carlo Mosca Barzi. Seconda edizione, accresciuta, ricorretta dall'autore, ed addatata in comprova del suo nuovo sistema pubblicato sotto il titolo di Pensieri filosofici con una aggiunta in fine, toccante alcune difficoltà espresse nel periodico letterario Foglio di Firenze contro il detto sistema, Gio. Batista Albrizzi q. Girolamo, 1770. (Google Books)
- La matematica fatta guida per credere lettera scritta ad un amico, Benedetto Francesi, 1772. (Google Books)

## Bildliche Darstellungen
- Ein Porträt Carlo Moscas schuf Sebastiano Ceccarini. Es befindet sich in den Musei Civici von Pesaro und ist unter der Signatur 0083 erfasst.
- il Marchese Carlo Mosca Barzi, Porträt, Gouache auf Pergament, 3,7 mal 3,0 cm, um 1760/70, möglicherweise aus der Schule des Giannandrea Lazzarini, Musei Civici von Pesaro
- ritratto del marchese Carlo Mosca Barzi, ein Porträt von Antonini Carlo (1760 ca./ 1832), Druck, 15,5 mal 12,2 cm, Catalogo generale dei Beni Culturali